# Estonie aux Jeux olympiques d'hiver de 2010
L'Estonie a participé aux Jeux olympiques d'hiver de 2010 à Vancouver au Canada. Pour sa huitième participation à des Jeux d'hiver, la délégation estonienne était représentée par 32 athlètes engagés dans cinq disciplines. Elle a remporté une médaille d'argent, se classant à la 25e place au tableau des médailles.

## Cérémonies d'ouverture et de clôture

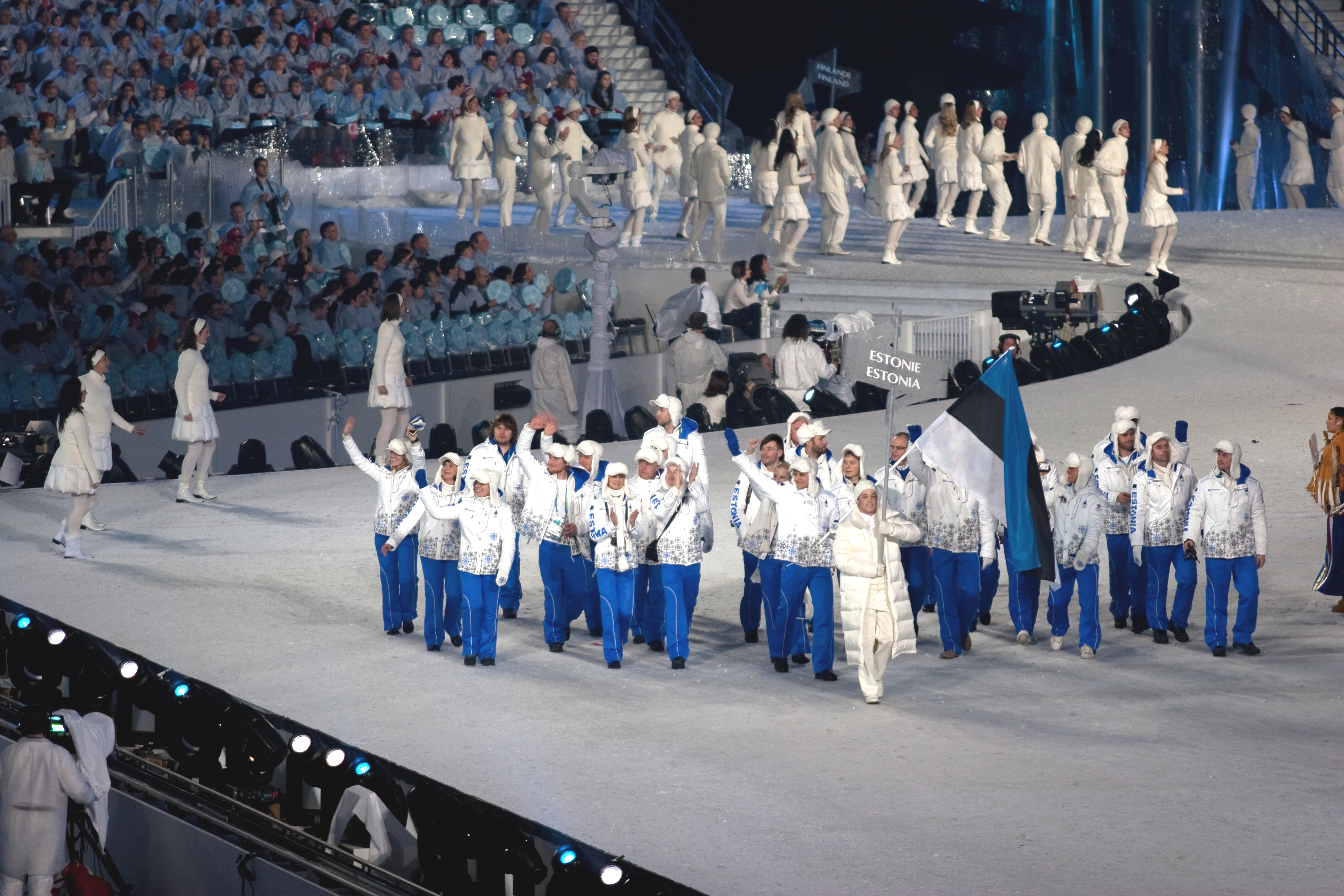
Entrée de la délégation estonienne lors de la cérémonie d'ouverture.

Comme cela est de coutume, la Grèce, berceau des Jeux olympiques, ouvre le défilé des nations, tandis que le Canada, en tant que pays organisateur, ferme la marche. Les autres pays défilent par ordre alphabétique. L'Estonie est la 25e des 82 délégations à entrer dans le BC Place Stadium de Vancouver au cours du défilé des nations durant la cérémonie d'ouverture, après le Danemark et avant l'Éthiopie. Cette cérémonie est dédiée au lugeur géorgien Nodar Kumaritashvili, mort la veille après une sortie de piste durant un entraînement. Le porte-drapeau du pays est le biathlète Roland Lessing.
Lors de la cérémonie de clôture qui se déroule également au BC Place Stadium, les porte-drapeaux des différentes délégations entrent ensemble dans le stade olympique et forment un cercle autour du chaudron abritant la flamme olympique. Le drapeau estonien est alors porté par la fondeuse Kristina Šmigun-Vähi.

## Médailles
- Liste des vainqueurs d'une médaille (par ordre chronologique)

### Or
| Sport              | Discipline | Sportifs | Performance |
| Médailles d'or : 0 |            |          |             |

### Argent
| Sport                  | Discipline         | Sportifs        | Performance   |
| Médailles d'argent : 1 |                    |                 |               |
| Ski de fond            | 10 km libre femmes | Kristina Smigun | 25 min 05 s 0 |

### Bronze
| Sport                   | Discipline | Sportifs | Performance |
| Médailles de bronze : 0 |            |          |             |

## Engagés par sport

### Biathlon
- Roland Lessing
- Kauri Kõiv
- Indrek Tobreluts
- Priit Viks
- Martten Kaldvee

- Eveli Saue
- Sirli Hanni
- Kadri Lehtla
- Kristel Viigipuu

### Patinage artistique
- Elena Glebova
- Maria Sergejeva / Ilja Glebov
- Irina Štork / Taavi Rand

### Ski alpin
- Deyvid Oprja

- Tiiu Nurmberg

### Ski de fond
- Peeter Kümmel
- Jaak Mae
- Aivar Rehemaa
- Anti Saarepuu
- Andrus Veerpalu
- Kein Einaste,
- Algo Kärp
- Kaspar Kokk
- Timo Simonlatser
- Karel Tammjärv

- Kristina Šmigun-Vähi
- Kaija Udras
- Triin Ojaste
- Tatjana Mannima

### Snowboard
- Kadri Pihla

## Diffusion des Jeux en Estonie
Les Estoniens peuvent suivre les épreuves olympiques en regardant Eesti Televisioon du groupe Eesti Rahvusringhääling (ERR), ainsi que sur le câble et le satellite sur Eurosport. ERR, Eurosport et Eurovision permettent d'assurer la couverture médiatique estonienne sur Internet.